# My Name Is Modesty
Pour plus de détails, voir Fiche technique et Distribution.
My Name Is Modesty est un film américain réalisé par Scott Spiegel, sorti directement en vidéo en 2004.

## Synopsis
Modesty Blaise travaille comme croupière dans un casino de Tanger. Une bande de criminels prend en otage le personnel pour accéder au coffre du casino. Pour gagner du temps en attendant son associé censé détenir la combinaison, Modesty joue à la roulette avec Miklos, le chef de la bande. À chaque fois qu'elle gagne deux fois de suite, Miklos doit relâche un otage, et à chaque fois qu'elle perd elle doit dévoiler un élément important de son passé. L'histoire mouvementée de Modesty est ainsi dévoilée à travers plusieurs flashbacks.

## Fiche technique
- Réalisation : Scott Spiegel
- Scénario : Lee Batchler et Janet Scott-Batchler, d'après les personnages créés par Peter O'Donnell
- Photographie : Vivi Dragan Vasile
- Montage : Michelle Harrison
- Musique : Deborah Lurie
- Société de production : Miramax Films
- Pays d'origine :  États-Unis
- Langue originale : anglais
- Format : couleur - 1,85:1 - Dolby Digital
- Genre : action
- Durée : 78 minutes
- Dates de sortie : 
  - États-Unis : 28 septembre 2004 (direct-to-video)

## Distribution
- Alexandra Staden : Modesty Blaise
- Nikolaj Coster-Waldau : Miklos
- Raymond Cruz : Raphael Garcia
- Fred Pearson : professeur Lob
- Eugenia Yuan : Irina
- Valentin Teodosiu : Henri Louche